# Julie Stommel

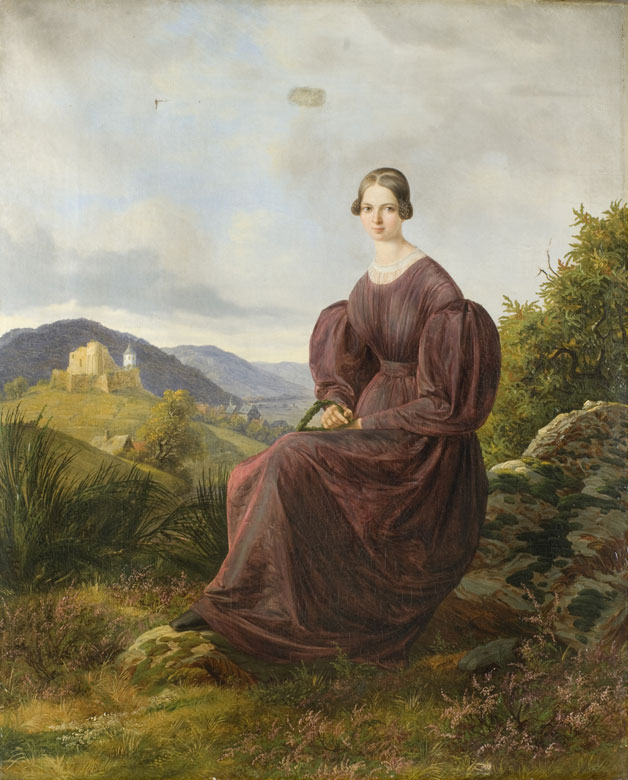
Josef Winkelirer: Damenbildnis in romantischer Landschaft, 1836, wohl ein Porträt von Julie Fahne, geborene Stommel, im Alter von 23 Jahren

Julie Stommel (* 18. März 1813 in Düsseldorf; † 12. Dezember 1888 auf der Fahnenburg in Rath, Landkreis Düsseldorf) war eine deutsche Stilllebenmalerin der Düsseldorfer Schule. Unter dem Namen Julie Fahne war sie ab 1835 die Ehefrau des Juristen, Historikers und Schriftstellers Anton Fahne.

## Leben
Julie Stommel war einzige Tochter und zweites von drei Kindern des Aachener Friedensrichters Johann Peter Stommel (1771–1849) und dessen Ehefrau Friederike (Friederica), geborene Bleicher. Von den Düsseldorfer Malern Josef Winkelirer und Johann Wilhelm Preyer erhielt Julie Malunterricht. Am 18. September 1835 heiratete sie den Juristen und Historiker Anton Fahne. Als Wohnsitz bezog das Paar das Haus Roland am Aaper Wald bei Düsseldorf, das Julies Vater am 3. Dezember 1833 in einem verwahrlosten Zustand gekauft hatte, um es zu seinem Altersruhesitz auszubauen. Am 27. März 1836 wurde dort die einzige Tochter Emma Maria Natalia († 1905) geboren, die später den Düsseldorfer Buchhändler Max Pflaum (1841–1908) heiratete. Ab 1858 lebte die Familie Fahne auf der Fahnenburg, dem ab 1856 schlossartig ausgebauten ehemaligen Forsthaus von Haus Roland bei Rath. Sowohl das Haus Roland als auch die Fahnenburg galten als Treffpunkte von Künstlern, insbesondere von Düsseldorfer Malern, die dort Künstlerfeste feierten. 1846 war für einige Zeit der Dichter August Heinrich Hoffmann von Fallersleben auf Haus Roland zu Gast.
Julie malte Blumen- und Früchtestücke. Vier ihrer Gemälde, darunter eine Gemeinschaftsarbeit mit Johann Wilhelm Preyer, waren 1853 im Nördlichen Kabinett von Haus Roland ausgestellt:
- Eine Blume, 1833, Studie mit Signatur „1833 JS“
- Auf einem Mormortische, in einer Porzellan-Vase, Rosen, kleine Sonnenblumen, ein Vergissmeinnicht, eine Georgine, 1836, mit Signatur „IS“
- Verschiedene Weinbeeren, 1836, Studie mit Signatur „18F36“
- mit Preyer: Auf einem Marmortische ein durchgebrochener Pfirsich, zwei Reine-Claude, eine weiße, eine blaue Traube und eine Fliege, mit Signaturen beider Künstler auf der Tischkante[6]

Julie Fahne starb im Alter von 75 Jahren. Ihre Familiengrabstätte befindet sich auf dem Gerresheimer Waldfriedhof.